# 波托拉瓦利

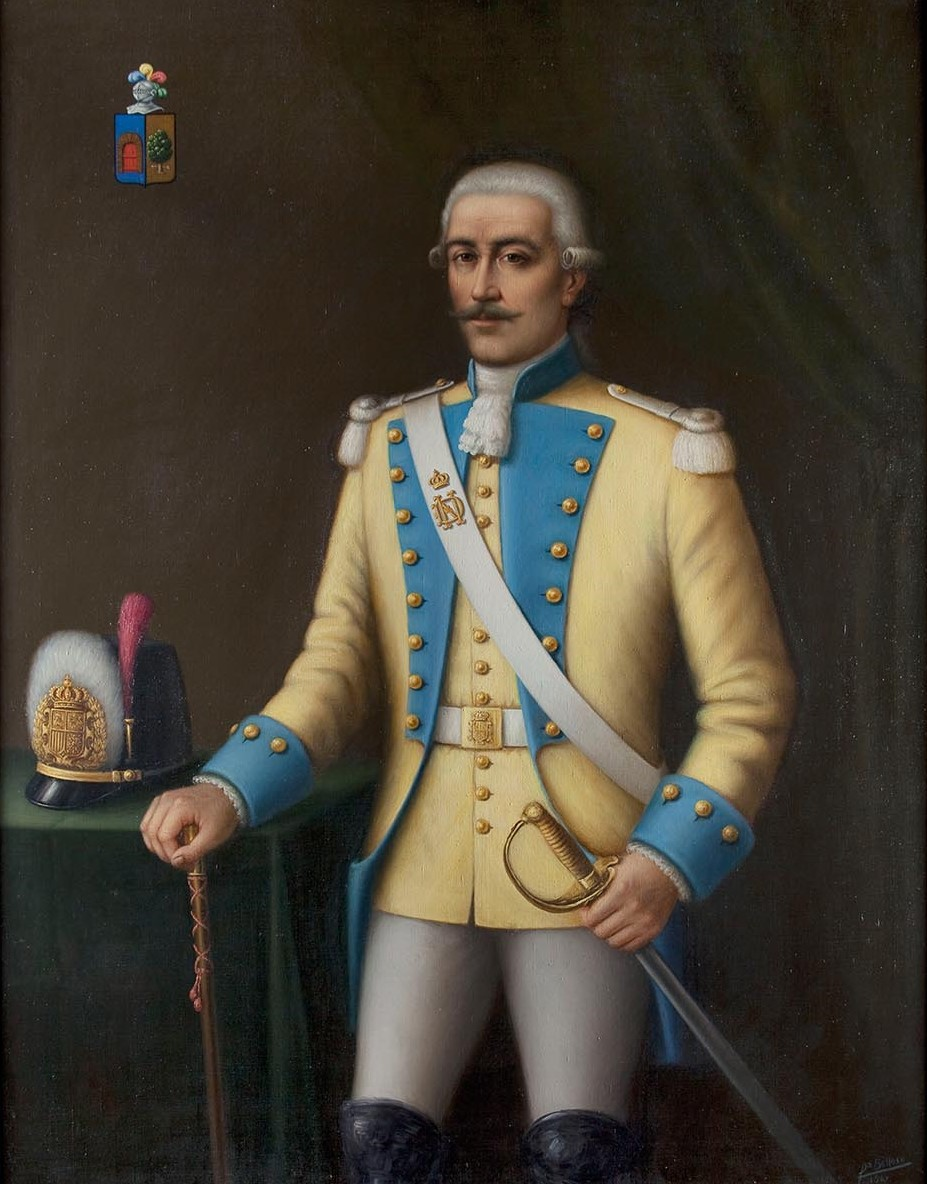
波托拉谷以波托拉探險隊的領隊、加州的第一任州長加斯帕·德波托拉的姓氏命名

波托拉瓦利是美国加利福尼亚州圣马特奥县下属的一个城市。于1964年7月14日建市。城市面积约为23.5平方公里，根据2010年美国人口普查，该市有人口4,353人。
聖馬刁縣立圖書館经营波托拉瓦利圖書館。
伍德赛德中学 （英语：Woodside Priory School）坐落于该市，提供各种特色课程，作为湾区为数不多的寄宿高中之一，学校一直保持有良好的学术氛围。